# نيشوبينغ
نيشوبينغ هي منطقة محلية ومقر بلدية نيكوبينغ في مقاطعة سودرمانلاند في السويد وهي أيضًا عاصمة مقاطعة سودرمانلاند. بلغ عدد سكانها عام 2017 ما يقارب 32759 نسمة